# 首都高電気メンテナンス

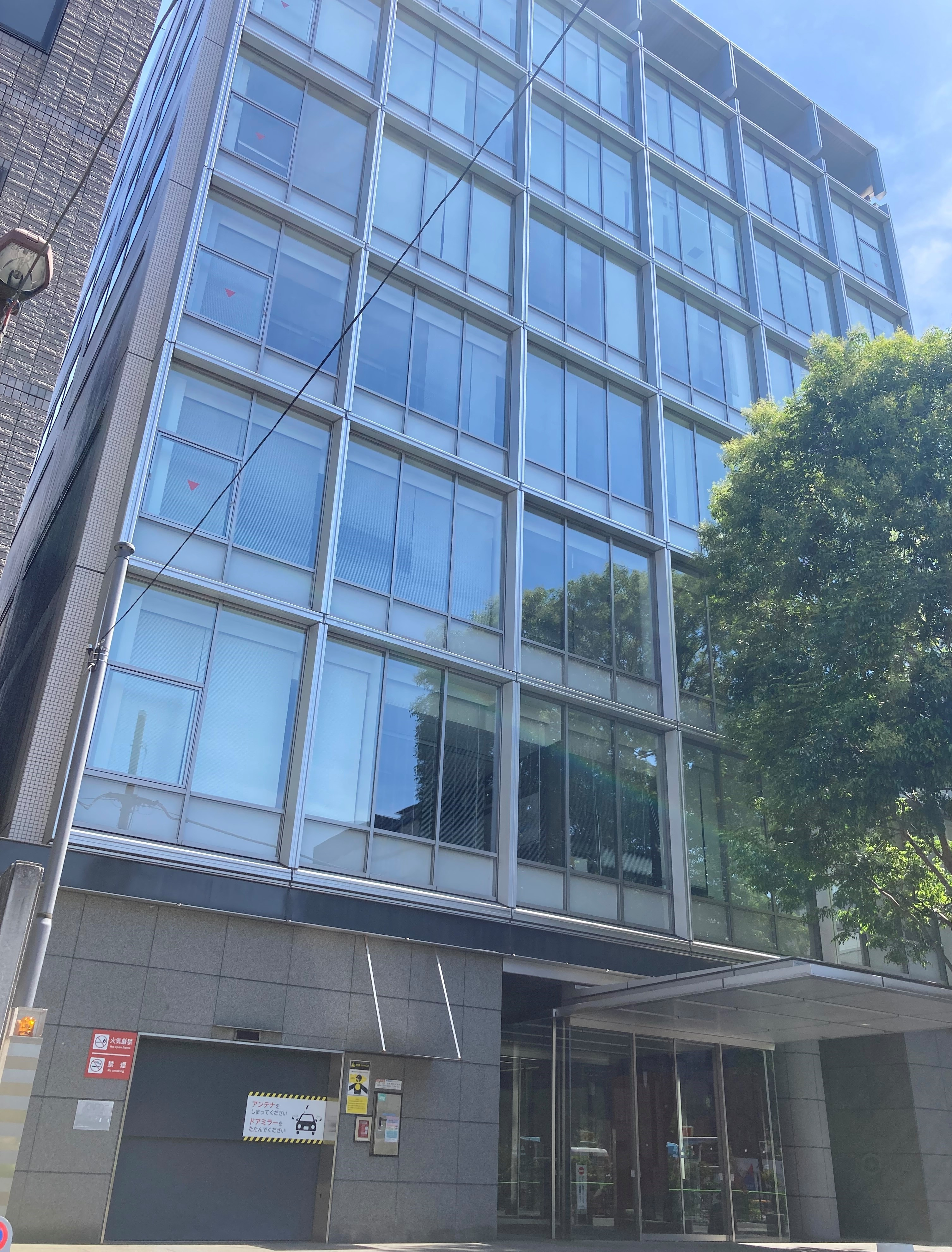
首都高電気メンテナンスが　入居する麹町スクエア

首都高電気メンテナンス株式会社（しゅとこうでんきめんてなんす、英文名称Shutoko Electrical Maintenance Company Limited.）は、首都高速道路の維持管理を行う企業。
首都高速道路株式会社の100%出資により2007年4月3日に設立した。

## 基本理念
出典：
私たちは、首都高速道路の電気通信設備を健全に維持し、安全・円滑な交通を確保して豊かで快適な社会の創造に貢献します。

## 経営理念
出典：
品質確保
業務の品質向上に努め、電気通信設備を常に健全に維持します。
社会的責任
首都高グループの一員であることを誇りとし、良識を持って行動します。
活力あふれる職場
社員が自らの力を高め、誇りと達成感を持てる職場を作ります。
グループの連携
首都高グループの一員として連携して業務を遂行します。
自立する経営
効率的で健全な経営を行い、新しい分野での事業も積極的に展開します。

## 歴代社長
- 初代 - 倉元洌[3]
- 2代目 - 竹田博幸[4]
- 3代目 - 小森和男[5]
- 4代目 - 草刈利彦[6]

## 経歴
- 2007年（平成19年）- 会社設立
- 2015年（平成27年）
  - 7月3日 - 株式会社ネクスコ・エンジニアリング東北との情報交換会の実施[7]
  - 7月8日 - バンコク高速道路会社（BECL社）幹部が来社[8]
- 2019年（令和元年）- インドネシア共和国高速道路会社（ASTRA Infra社）幹部が来訪[9]
- 2021年（令和3年）- 本社及び管制システム事業部を移転[10]
- 2022年（令和4年）- 会社設立15周年を記念しユニフォーム刷新[11]・Webサイトの一部リニューアル[12]
- 2024年（令和6年）- 建設・測量生産性向上展（CSPI-EXPO2024）に出展[13]

## 事業内容
管理業務
- 施設管制・トンネル防災設備の管理[14]
  - 受変電設備、照明設備、トンネル内換気・防災設備の管理
  - 交通管制・通信設備の管理[15]
  - 渋滞情報・道路情報の管理・提供、通信ネットワークの管理

点検・補修業務
- 受変電設備の点検・補修[16]
  - 特別高圧・高圧受電設備、非常用自家発電設備、変電設備の点検・補修
- 照明・標識設備の点検・補修[17]
  - 道路照明、トンネル照明、標識の点検・補修
- 交通管制・通信設備の点検・補修[18]
  - 情報板、ITS設備、非常電話の点検・補修

緊急応急業務
- 各種電気通信設備の故障、交通事故による損傷発生時の緊急対応

技術開発・販売業務
- 高所作業車の視認性向上器具による安全作業の実現
  - フレキシブルLED点滅ライト「フレピカ」の開発・販売
  - 注意喚起用安全点灯具「カチャピカ」の開発・販売

第三者事業（首都高速以外の工事等）
- 首都高速道路以外のインフラ設備に関する点検・補修

海外事業
- 海外の道路関係機関との技術協力

安全・品質管理の取組み
- 労働安全衛生法に基づく教育の実施
- 高圧・特別高圧電気取扱者安全衛生特別教育などをはじめ職種別教育の実施
- 災害防止協議会・安全大会・定期的な安全パトロールの実施

技術力向上の取組
- 全社員・協力会社を対象とした創意工夫発表会の開催
- 安全対策・現場作業時の工夫・技術開発・業務効率化などの面からアイデアを公募

## 特許関連
出典
- 車輪止め（特許第6239865号）
- らくらくナットチェーン（特許第6853518号）
- カチャピカ（特許第7168924号）- 株式会社エー・ピー・エスとの共同開発
- フレピカ（商標登録第6271982号）- 株式会社エー・ピー・エスとの共同開発

## 会社設立15周年記念事業
- ユニフォーム刷新[11]
- Webサイトの一部リニューアル[12]